# Praia a Mare
Praia a Mare (prononcé : [ˈpraːja a ˈmaːre]) est une commune de la province de Cosenza, dans la région de Calabre, en Italie. 

## Administration
| Période                                  | Période | Identité | Étiquette | Qualité |
| ---------------------------------------- | ------- | -------- | --------- | ------- |
|                                          |         |          |           |         |
| Les données manquantes sont à compléter. |         |          |           |         |

### Hameaux
Fiuzzi, Foresta, Laccata

### Communes limitrophes
Aieta, Papasidero, San Nicola Arcella, Santa Domenica Talao, Tortora

### Dépendance
- Ile de Dino

## Personnes liées à Praia a Mare
- Debora Patta, 1964, journaliste sud-africaine

## Sport
La ville a accueilli une seule arrivée d'étape du Tour d'Italie, c'était en 2016 avec le succès de Diego Ulissi.